# Come, quando, perché
Come, quando, perché è un film del 1969, l'ultimo diretto dal regista Antonio Pietrangeli: fu concluso alla sua morte da Valerio Zurlini.